# Protracheoniscus verhoeffi
Protracheoniscus verhoeffi är en kräftdjursart som beskrevs av Hans Strouhal1929. Protracheoniscus verhoeffi ingår i släktet Protracheoniscus och familjen Trachelipodidae. Inga underarter finns listade i Catalogue of Life.